# Steven Waddington
Steven Waddington (Leeds, 30 de diciembre de 1967) es un actor inglés de cine y televisión, principalmente conocido por haber interpretado a Duncan Heyward en la película The Last of the Mohicans (1992).

## Biografía
Es hijo de Peter Waddington y Averill Stubbs.
Es buen amigo del actor Casper Van Dien.

## Carrera
En 1991 apareció como personaje principal en la película Edward II donde interpretó al rey Eduardo II de Inglaterra.
En 1992 se unió al elenco de la película The Last of the Mohicans donde interpretó al mayor Duncan Heyward, un oficial de la Fuerza Militar del Reino Unido.
Ese mismo año se unió a la película 1492: Conquest of Paradise donde dio vida al navegante y gobernador italiano Bartolomé Colón, el hermano de Cristóbal Colón (Gérard Depardieu) y Diego Colón (Juan Diego Botto).
En 1995 interpretó a Ralph Partridge, el esposo de la escritora Frances Partridge (Alex Kingston), miembro del Círculo de Bloomsbury en la película Carrington.
En 1996 se unió al elenco principal de la miniserie Ivanhoe donde dio vida al caballero sajón Sir Wilfred de Ivanhoe.
En 1999 apareció en la popular película Sleepy Hollow donde interpretó a Killian, el esposo de la partera Beth Killian (Claire Skinner).
En 2003 interpretó al rey Prasutagus, el rey de los icenos, una tribu celta y esposo de Boudica (Alex Kingston) en la película Boudica.
En 2006 apareció en la serie Vital Signs donde dio vida a Tony Bradley, el esposo de Rhoda Bradley (Tamzin Outhwaite).
En 2007 apareció como invitado en la popular serie The Tudors donde dio vida a Edward Stafford el 3.er Duque de Buckingham, un poderoso miembro de la cort del rey Enrique (Jonathan Rhys-Meyers). Edward fue encarcelado y ejecutado bajo las órdenes del rey después de que se enterara de que intentaba usurparle el trono.
Ese mismo año apareció como invitado en la segunda temporada de la serie Robin Hood donde interpretó al rey Ricardo I de Inglaterra durante el episodio "We Are Robin Hood", un año después en 2008 Steven volvió a interpretar a Ricardo ahora en documental-serie Heroes and Villains. 
Apareció en la película Arn: Tempelriddaren donde interpretó al caballero español Arnaldo de Torroja, un Gran maestre de la Orden del Temple. 
En 2010 apareció en la quinta temporada de la serie Waterloo Road donde interpretó a Adam Fleet, el jefe de cocina de la escuela y esposo de la directora Rachel Mason (Eva Pope). 
Ese mismo año se unió al elenco principal de la miniserie Arn donde volvió a interpretar al gran maestre Arnaldo de Torroja.
En 2012 se unió al elenco principal de la miniserie Titanic donde interpretó al comandante Charles Lightoller, el segundo oficial del RMS Titanic.
En 2013 se unió al elenco recurrente de la segunda temporada de la serie The Syndicate donde interpretó a Steve Atkinson, el esposo de la enfermera Mandy (Siobhan Finneran).
En 2014 apareció en la película The Imitation Game donde interpretó al superintendente de la policía Smith.
Ese mismo año dio vida al coronel Randall Aiken en la serie Halo: Nightfall.
En 2016 se unió al elenco principal del documental Barbarians Rising donde interpretó al caudillo militar Fritigern, que lideró a los tervingios en contra del Imperio Romano.

## Filmografía

### Series de televisión
| Año           | Título                      | Personaje                            | Notas                                         |
| ------------- | --------------------------- | ------------------------------------ | --------------------------------------------- |
| 2017-presente | Jamestown                   | Redwick                              |                                               |
| 2016          | Medici: Masters of Florence | Cardenal Baldassarre Cossa           | episodio "Original Sin"                       |
| 2016          | Barbarians Rising           | Fritigern                            | 3 episodios - miniserie                       |
| 2015          | Deep Cuts                   | Fr. Francis Murphy                   | episodio "Sutures"                            |
| 2014          | Halo: Nightfall             | Cnel. Randall Aiken                  | 5 episodios                                   |
| 2013          | The Syndicate               | Steve Atkinson                       | 6 episodios                                   |
| 2012          | Titanic                     | Charles Lightoller                   | 4 episodios - miniserie                       |
| 2010          | Waterloo Road               | Adam Fleet                           | 8 episodios                                   |
| 2010          | Arn                         | Arnaldo de Torroja                   | 2 episodios - miniserie                       |
| 2009          | Garrow's Law                | Forrester                            | 2 episodios                                   |
| 2008          | Heroes and Villains         | Rey Ricardo I de Inglaterra          | episodio "Richard the Lionheart" - documental |
| 2007          | Robin Hood                  | Rey Ricardo I de Inglaterra          | episodio "We Are Robin Hood"                  |
| 2007          | The Tudors                  | Edward Stafford, Duque de Buckingham | 2 episodios                                   |
| 2006          | Vital Signs                 | Tony Bradley                         | 6 episodios                                   |
| 1997          | Ivanhoe                     | Sir Wilfred de Ivanhoe               | 6 episodios - miniserie                       |

### Películas
| Año  | Título                     | Personaje                | Notas |
| ---- | -------------------------- | ------------------------ | --- |
| 2020 | The Reckoning              | Pendleton                | junto a Charlotte Kirk, Joe Anderson y Sean Pertwee                                                          |
| 2014 | The Imitation Game         | Supte. Smith             | junto a Benedict Cumberbatch, Keira Knightley, Matthew Goode, Rory Kinnear, Allen Leech y Charles Dance      |
| 2008 | Largo Winch                | Stephan Marcus           | junto a Tomer Sisley, Kristin Scott Thomas, Miki Manojlović, Mélanie Thierry y Karel Roden                   |
| 2007 | Arn: Tempelriddaren        | Arnaldo de Torroja       | junto a Joakim Nätterqvist, Sofia Helin, Stellan Skarsgård, Michael Nyqvist, Gustaf Skarsgård y Simon Callow |
| 2003 | Boudica                    | Rey Prasutagus           | junto Alex Kingston, Emily Blunt, Leanne Rowe, Ben Faulks, Hugo Speer y Gary Lewis                           |
| 1999 | Sleepy Hollow              | Killian                  | junto Johnny Depp, Christina Ricci, Miranda Richardson, Michael Gambon, Ian McDiarmid y Christopher Walken   |
| 1998 | Tarzán y la ciudad perdida | Ravens                   | junto Casper Van Dien, Jane March, Wiston Ntshona, Ian Roberts y Sean Taylor                                 |
| 1995 | Carrington                 | Ralph Partridge          | junto Emma Thompson, Jonathan Pryce, Rufus Sewell, Penelope Wilton, Janet McTeer y Alex Kingston             |
| 1992 | 1492: Conquest of Paradise | Bartolomé Colón          | junto Gérard Depardieu, Armand Assante, Sigourney Weaver, Loren Dean, Fernando Rey y Tchéky Karyo            |
| 1992 | The Last of the Mohicans   | Maj. Duncan Heyward      | junto a Daniel Day-Lewis, Madeleine Stowe, Jodhi May, Russell Means, Patrice Chéreau y Pete Postlethwaite    |
| 1991 | Edward II                  | Eduardo II de Inglaterra | junto John Lynch, Tilda Swinton, Jerome Flynn, Nigel Terry, Andrew Tiernan y Jill Balcon                     |

### Apariciones
| Año  | Título                                       | Personaje           | Notas                                              |
| ---- | -------------------------------------------- | ------------------- | -------------------------------------------------- |
| 2011 | Edición Especial Coleccionista               | Maj. Duncan Heyward | -                                                  |
| 2011 | Capture Anthologies: The Dimensions of Self  | Carl Ackland        | segmento: "Airlock or how to say goodbye in space" |
| 2000 | Twentieth Century Fox: The Blockbuster Years | Maj. Duncan Heyward | documental                                         |

### Escritor
| Año  | Título                 | Notas |
| ---- | ---------------------- | ----- |
| 2011 | Flim: The Making of... | corto |

## Premios y nominaciones
| Año  | Categoría                        | Premio             | Serie      | Resultado |
| ---- | -------------------------------- | ------------------ | ---------- | --------- |
| 2008 | Outstanding Actor - Drama Series | Golden Nymph Award | The Tudors | Nominado  |